# Cidade Eclética
A Cidade Eclética é uma comunidade religiosa da Fraternidade Eclética Espiritualista Universal situada em Santo Antônio do Descoberto no Estado de Goiás.

## O fundador e a fundação
Oceano de Sá, nasceu em Alagoas, em 23 de fevereiro de 1911. Teve 14 irmãos. Foi militar no Batalhão de Caçadores de Mato Grosso, onde se casou aos 18 anos e teve dois filhos.
Em 1932, participou da Revolução Constitucionalista. Viajou por outros países para fazer cursos ligados à aviação. No início da década de 1940, encontrava-se no Rio de Janeiro, onde participava da "Ordem Mística Esotérica", que tentava unificar a Umbanda. Depois se tornou um dissidente e fundou outro grupo denominado "Ecléticos Voadores", assim denominado, pois como era um grupo sem sede própria que se reunia onde a ocasião permitia.
Em 1944,sofreu um acidente com a queda do avião. Seu copiloto morreu e Oceano ficou internado em um hospital com muitos ferimentos. Três meses, desapareceu.
Entre 1945 e 1946, Oceano ressurgiu e começou a pregar a união das religiões em vários logradouros do subúrbio do Rio de Janeiro. Ele era um homem de altura mediana, com a pele tostada pelo sol, com barba e cabelos longos, veste clara e longa à semelhança de Jesus de Nazaré, que utilizava um cajado na mão, que se autodenominava como Mestre Yokaanam, o profeta que seria uma reencarnação de Elias e de João Batista. Oceano agia sozinho, razão pela qual iria futuramente se denominar como "O Solitário".
Antes do início das pregações solitárias, Oceano tinha participado de grupos que pregavam a pureza da Umbanda, e foi entre adeptos desses grupos, que Oceano conseguiu seus primeiros companheiros. O grupo começou a realizar reuniões de mediunidades, curas e pregações. Em 27 de março de 1946 a instituição foi oficialmente estabelecida com o nome de Fraternidade Eclética Espiritualista Universal, na Avenida Presidente Vargas.
Yokaanam, que havia se separado de sua esposa , para se dedicar completamente à sua obra, passou a morar na sede da Fraternidade juntamente com alguns discípulos e suas famílias. Entre os meses de novembro e dezembro, o grupo distribuía alimentos, remédios e roupas entre os necessitados. Em 1947, o grupo fundou o jornal "O 
Nosso".
Em 1949, a primeira constituição estatutária do grupo foi registrada no Cartório Oficial de Pessoas Jurídicas do Rio de Janeiro.
Em 1956, o grupo adquiriu terras a nove quilômetros de Santo Antônio do Descoberto, que na época era um distrito de Luziânia, a vinte e sete quilômetros de Brasília para construir a Cidade Eclética.
Em 31 de outubro de 1956, 300 famílias deixaram o Rio de Janeiro para construir a Cidade Eclética em um movimento que foi denominado como "O Êxodo". Nos primeiros dias os integrantes da Cidade Eclética, que se autodenominam como fraternários, moravam em barracas.
A Comunidade conta com uma parte externa, acessível aos visitantes, onde fica a Avenida São João, que é a principal rua do lugar, que também conta com um cemitério, uma cooperativa, uma padaria, uma prefeitura social, uma sapataria, um hospital, um templo e um hotel. Além da parte externa, existe a zona residencial proibida a estranhos onde o acesso é permitido somente aos seguidores sócios da comunidade.
Na parte interna existem residências construídas em alvenaria, a cozinha comum, um colégio, onde órfãos das cidades vizinhas podiam ser alojados, oficinas, uma lavanderia, uma creche, um rádio amador, a administração, um campo de futebol e um aeroporto. Perto do templo, existe uma barraca de lona que servia como moradia simples e despojada para Oceano.

## A Comunidade na Década de 1970
Na década de 1970 a comunidade contava com cerca de 1.000 integrantes, a maioria oriunda do meio rural ou de pequenas cidades e com um baixo nível educacional. Alguns adeptos diziam que se juntaram ao grupo após terem sido curados. A comunidade produzia arroz, feijão, mandioca, tinha uma granja para produção de ovos e frangos, porcos e um pequeno rebanho de gado. Outras fontes de renda vinham:
1. do pequeno comércio instalado na parte externa da cidade (farmácia, lanchonete, mercadinho, hospital, alfaiataria, oficina mecânica, barbearia, sapataria, padaria, posto de gasolina e o hotel) que tinha como clientes as pessoas que vinham visitar o templo em dias de culto. O número visitantes era estimado em cerca de 900 por semana;
2. da ajuda de adeptos que desenvolviam atividades no Rio de Janeiro, em Anápolis, Formosa (Goiás), Unaí, Paracatu (Minas Gerais) e no Paraguai;
3. do rendimento de internos aposentados ou que eram servidores públicos não concursados que trabalhavam no colégio e no hospital instalados na parte externa da cidade e que atendiam também pessoas que viviam nas vizinhanças;
4. verba pública recebida para manter um orfanato que abrigava entre 250 e 300 órfãos.

O uso do dinheiro era proibido entre os internos. Quando os filhos dos internos completavam 18 anos, podiam deixar a comunidade, mas maioria permanecia ligado às suas famílias. O namoro era permitido a partir dos 18 anos para rapazes e aos 16 para as moças. Antes do início do namoro, o rapaz deveria requerer por escrito autorização para o pai da moça. Depois o pedido deveria ser aprovado também pelo Chefe do Gabinete da Família e pelo Mestre. Quando a autorização era concedida, essa era publicada no Boletim Interno e os jovens eram autorizados a se encontrar por uma hora 3 vezes por semana sob o controle dos pais do casal. Depois de seis meses o namoro poderia ser convertido em noivado, com as mesmas autorizações requeridas para o namoro.
Os jovens tinham atividades de lazer como tênis de mesa, futebol, natação, acampamentos, banhos nos riachos, dois ou três bailes por ano. Os adultos passavam o tempo livre se visitando ou batendo papo. Não havia aparelhos de televisão e poucas famílias tinham rádio.
É proibido o consumo do tabaco e de bebidas alcoólicas, as mulheres não utilizam maquiagem..

## Aspectos Religiosos
Oceano acreditava que "o Cristianismo reúne... não divide!" e que todas as religiões são boas e iguais perante Deus, razão pela qual se deveria buscar a unificação em uma doutrina Eclética que seria como centro neutral de gravidade incondicional e pacífica de todas as religiões e escolas do mundo, o cumprimento fidelíssimo e restaurador da Boa Nova, para a realização definitiva da sonhada Fraternidade Universal que era o propósito da nova religião.
O eixo principal da religião Eclética era Kardecista e Umbandista de linha oriental. Os rituais Umbandistas de linha oriental são desprovidos de muitos apetrechos, são mais esotéricos e com um cunho kardecista mais acentuado. Deus é concebido como o Ser Supremo, nomeado como Adonay, o Grande Arquiteto (influência maçônica) do Universo; a pessoa de Jesus Cristo é invocada como Mestre dos Mestres e nunca como Filho de Deus; é nosso irmão maior, filho de José, o carpinteiro e de Maria de Nazaré. É defendida a prática da caridade mediante sua forma assistencial, a reencarnação como teoria, a comunicação com os espíritos, a mediunidade, o passe, o livros do codificador Allan Kardec, o Evangelho segundo o Espiritismo. O linguajar religioso fala de incorporação, chamamento do guia, corrente magnética, Mestre Quatro Luas (São Jerônimo) como guia espiritual da Cidade. O principal livro da doutrina é "Evangelho de Umbanda Eclética". Os rituais de quarta-feira e domingo são mais próximo da Umbanda, os de sexta-feira são rituais Kardecistas, que se desenvolvem ao redor de uma mesa.
Alguns aspectos do catolicismo foram incorporados: como celebração do Natal, da Semana Santa, de uma missa de Ação de Graças nos domingos pela manhã com rituais diferentes dos da Igreja Católica, mas bastante semelhantes.
Também existe a influência de religiões orientais: são encontrados quadros de Krishna; com frases orientais incentivando à oração e à contemplação; e com símbolos maçônicos. Se referiam ao Templo como Santuário Essênio do Brasil e das Américas.
Em 1976 foi publicada uma coletânea de máximas, intitulada: "Fundamentos da Doutrina Eclética".
Diversos pesquisadores afirmaram que o grupo tinha características messiânicas e milenaristas.

## A Comunidade após a morte de seu fundador
A partir da morte de Oceano, em 21 de abril de 1985. A comunidade passou a ser dirigida por um Conselho Espiritual Administrativo composto por 3 titulares e 3 suplentes. Após a morte do fundador o grupo perdeu suas características messiânicas e milenaristas. Também houve uma redução no número de fraternários que, em 2005, seriam cerca de 200.